# Кристалічна структура

Кристалічна структура хлориду натрію.

Кристалі́чна структу́ра — структура матеріалів, яка характеризується неповторним (унікальним) розташуванням атомів в кристалі.

## Загальний опис
Основними параметрами кристалічної структури є тип кристалічної ґратки (сингонія), просторова група, число формульних одиниць, лінійні розміри та кути елементарної ґратки, координати атомів (заповненість правильних систем точок), координаційні числа та координаційні многогранники для усіх атомів.
Наприклад, кристалічна структура оксиду феруму Fe3O4 (низькотемпературна модифікація): просторова група Fd-3m O2 (No. 227), кубічна сингонія, число формульних одиниць Z = 8, параметри ґратки a = 0,8397 нм, координати атомів Fe1 8(b) (3/8 3/8 3/8), Fe2 16(c) (0 0 0), O 32(e) (0.245 0.245 0.245).
Розташування атомів чи молекул у кристалі встановлене методами рентгеноскопії чи електронної дифракції. Відзначається регулярністю розташування атомів, йонів чи молекул у всіх трьох вимірах, тобто наявністю кристалічної ґратки.
Ідеальна кристалічна структура складається з ідентичних елементарних ґраток. Структуру кристалу описують відносно трьох осей x, y, z з врахуванням трьох віддалей, через які
повторюється структура в кожному з вимірів a, b, c. Такі повторювальні віддалі утворюють паралелепіпед, що називається елементарною коміркою, а самі повторювальні
віддалі a, b, c, які відносяться до осей x, y, z відповідно, називають розмірами комірки. Кут між осями y, z позначають α, між x, z — β та між x, y — γ. Вибір осей не довільний, а залежить від наявних елементів симетрії в кристалі. На відміну від просторових ґраток, яких є чотирнадцять типів, різних кристалічних структур є нескінченно багато. За характером об'єднання складових одиниць (атомарним або фрагментним) кристалічна структура може бути гомодесмічною і гетеродесмічною. За природою зв'язків між атомами чи фрагментами — ковалентною, йонною, металічною, вандерваальсівською. Повний її опис включає: ідентифікацію кристалічної системи; довжини основних осей елементарної комірки й кути між осями; символ просторової групи; вид і число різних атомів у елементарній комірці; координати атомів, положення яких разом з елементами симетрії достатньо для опису положення всіх атомів у елементарній комірці.

## Структурний тип
Структурний тип — ширше поняття, яке об'єднує кристалічні структури із однаковою просторовою групою, близькими параметрами ґратки (та їх числовим співвідношенням), однаковим (часто близьким) розташуванням атомів, тобто заповненістю тої самої правильної системи точок та однаковими координаційними многогранниками. Наприклад, до структурного типу MgCu2 належить низка бінарних сполук: BaAl2, GdAl2, ErCo2, LiPt2, ZrV2.

## Структурний перехід
Оборотний чи необоротний перехід зі зміною кристалічної структури. Наприклад, перехід NH4Cl при 460 К зі структури типу
CsCl у структуру типу NaCl.

## Гетеродесмічна кристалічна структура
Кристалічна структура, яка має структурні фрагменти, де атоми з'єднані міцними хімічними зв'язками (найчастіше ковалентними), а атоми, що належать до різних фрагментів — слабкими зв'язками. Фрагменти можуть бути атомами, молекулами або йонами (це майже всі органічні сполуки, галогени, O2, S8, (NH4)2SO4), ланцюгові (наприклад, спіральна модифікація
селену), шарові (напр., графіт, BN та ін.), каркасні (напр., кристали CaTiO3).